# 쿠퍼레이크 (마이크로프로세서)
쿠퍼레이크(Cooper Lake)는 Cascade Lake-SP의 후속 제품으로 개발된 3세대 제온 스케일러블 프로세서에 대한 인텔의 코드명이다. 쿠퍼레이크 프로세서는 서버 시장의 4S 및 8S 부문을 대상으로 한다. Ice Lake-SP는 1S 및 2S 세그먼트를 제공한다.

## 특징
쿠퍼레이크는 2020년 6월 18일에 출시되었으며 최대 28개의 코어를 갖추고 있다. 몇 가지 마이크로아키텍처 변경을 제외하면 쿠퍼레이크의 마이크로아키텍처는 Skylake와 대부분 동일하다. 쿠퍼레이크는 더 빠른 메모리 지원(DDR4-2933을 통한 DDR4-3200), 2세대 옵테인 메모리 지원, 캐스케이드레이크에 비해 두 배의 UPI 링크를 제공한다. 쿠퍼레이크는 인텔의 DPL(Deep Learning Boost)의 일부로 새로운 bfloat16 명령어 세트를 지원하는 최초의 x86 CPU이다.